# Cantonul Saint-Géry
Cantonul Saint-Géry este un canton din arondismentul Cahors, departamentul Lot, regiunea Midi-Pyrénées, Franța.

## Comune
- Berganty
- Bouziès
- Cours
- Crégols
- Esclauzels
- Saint-Cirq-Lapopie
- Saint-Géry (reședință)
- Tour-de-Faure
- Vers